# 第四千岛海峡

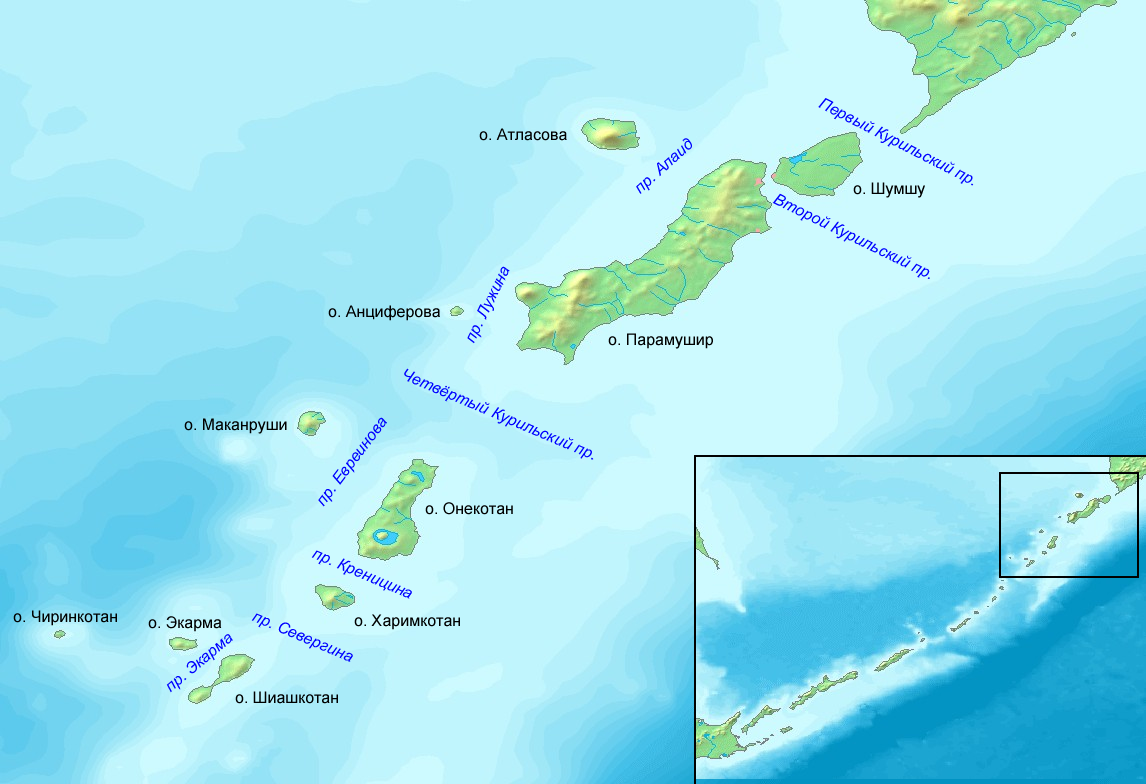
北千島群島海峽位置圖

第四千岛海峡（俄语：Четвёртый курильский пролив）是俄罗斯千岛群岛北部的一个海峡，日本時代稱為温禰古丹海峡。位于49°50′12″N 155°00′56″E / 49.8366667°N 155.0155556°E，北部为幌筵岛，南部为温祢古丹岛。長度約30公里，宽约43公里（最窄處僅有1.5公里），最深處約1110公尺，沟通鄂霍次克海和太平洋。